# إنغريد فان إنجلشوفن
إنغريد كاتارينا فان إنجلشوفن (بالهولندية: Ingrid Katharina van Engelshoven) هي سياسية هولندية من حزب الديمقراطيون 66 ولدت في يوم 12 يوليو 1966 في بلدة دلفزايل في هولندا. انتخبت كعضوة في مجلس النواب الهولندي في سنة 2007، أصبحت بعد ذلك زعيمة لحزب الديمقراطيون 66. في سنة 2017 اختارها رئيس الوزراء مارك روته لمنصب وزيرة التعليم والثقافة والعلوم. أثارت الجدل في تصريح لها ذكر أن الجامعات والكليات مليئة بالرجال البيض وانها لن تقوم بتعيين أي رجل في ادارتها. مديرية حقوق الإنسان الهولندية ألغت قرارها واعتبرته مخالف لقوانين المساواة الهولندية.